# Martha Haffter
Martha Haffter (Frauenfeld, 8 mei 1873 - aldaar, 13 december 1951) was een Zwitserse kunstschilderes.

## Biografie
Martha Haffter was een dochter van Johann Konrad Haffter en een nicht van Elias Haffter. Ze volgde in 1900 een kunstenopleiding aan een vrouwenacademie in München en kreeg vervolgens van 1900 tot 1901 een vorming in het vrouwenatelier van portrettist Fritz Burger in Bazel. Nadien studeerde ze van 1902 tot 1905 aan de Académie Julian in Parijs. In 1905 stelde ze voor het eerst eigen werken tentoon, in het Künstlerhaus in Zürich. Tot 1944 zou ze vervolgens deelnemen aan diverse tentoonstellingen in Zwitserland en in Parijs. Ze schilderde zowel portretten op bestelling als taferelen van kinderen, landschappen, straat- en huiszichten en dergelijke meer. Haar werk werd in haar tijd goed onthaald, maar geraakte later in de vergetelheid.